# Lockheed C-5 Galaxy
C-5 Galaxy er det største 4-motorede jettransportfly i United States Air Force. Flyet er produceret af det amerikanske firma Lockheed. Fra 1968-1989 er der bygget i alt 131 eksemplarer (C-5A:81 (1968-1973); C-5B:50 (1985-1989)). Der bygges ikke flere, men de opgraderes løbende. Seneste opgradering er C-5M Super Galaxy.

## Beskrivelse
Flyet blev taget i anvendelse af USAF i 1969/1970 og anvendes i stor udstrækning af Air Mobility Command (det amerikanske luftvåbens strategiske lufttransportsafdeling, der hed Military Airlift Command (MAC) indtil 1992) som langtrækkende transportfly. C-5 har en besætning på 6-7 personer.

## Varianter
- C-5A: Den originale version

- C-5B: Generelle forbedringer, nye jetmotorer og avionics (1986-1989)

- C-5C: Speciel modifikation til at transportere større volumen, som eksempelvis satellitter.

- C-5M Super Galaxy: Generelle forbedringer, nye jetmotorer og avionics (2014-)

- L500: Civil variant, denne blev dog aldrig bestilt af potentielle kunder.

## Galleri
- En C-5 Galaxy losser udstyr til Operation Desert Storm i 1991.
- En civil lastbil skubber en containerbaseret taktisk simulator fra U.S.Army ind i en C-5 Galaxy via en interimistisk rampe, 7. december 2005.
- En CH-53E Super Stallion-helikopter fra U.S. Marine Corps skal fragtes med en U.S. Air Force C-5 Galaxy fra Al Asad Air Base, Irak, 17. oktober 2007.
- En U.S. Air Force C-5 Galaxy ankommer til Shaw Air Force Base, S.C., for at transportere udstyr til 77th Fighter Squadron's udstationering i Sydvestasien, 22. maj 2008.